# Aldona Dzierżyńska

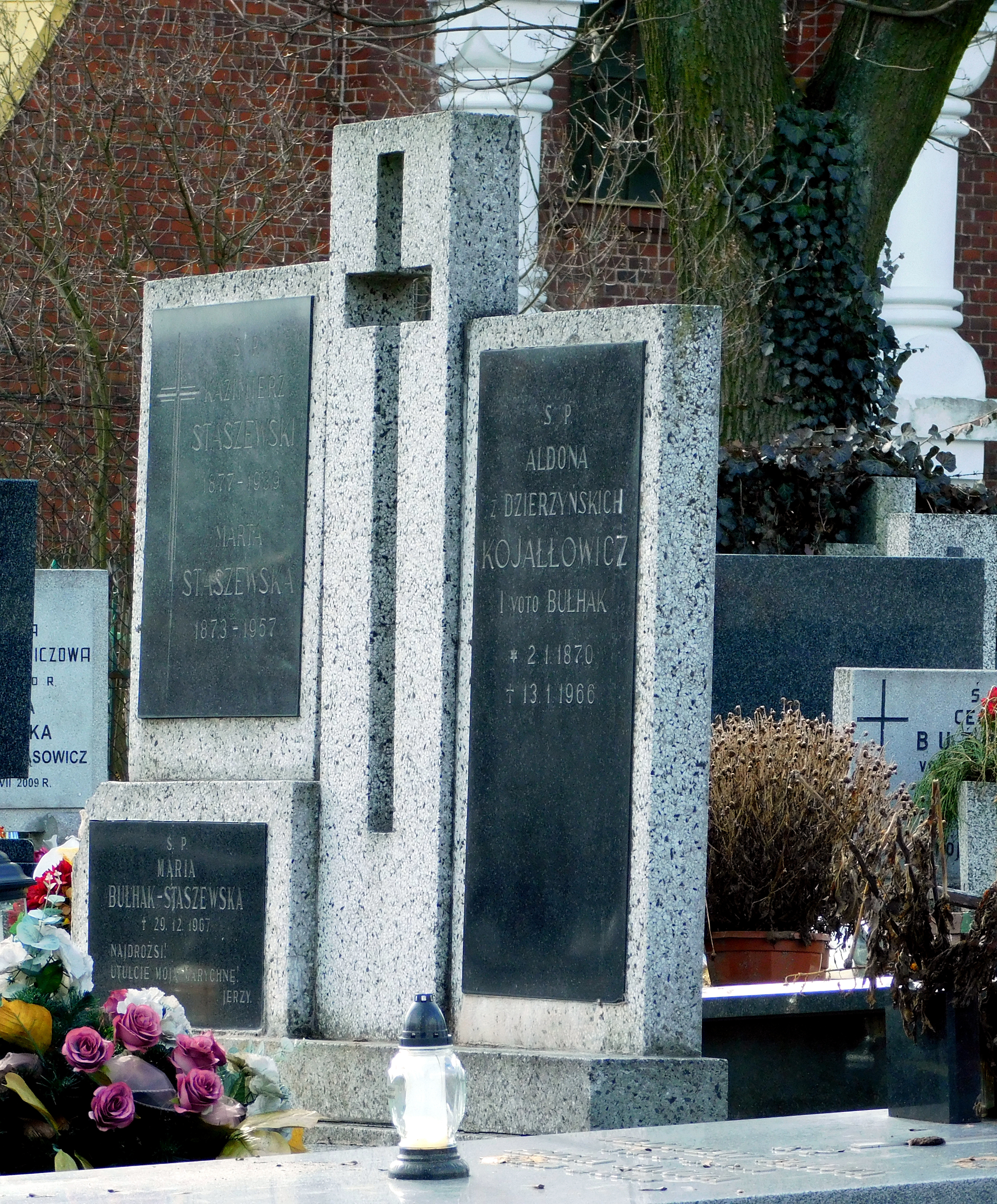
Grób Aldony z Dzierżyńskich Kojałłowicz, na cmentarzu św. Wincentego w Łodzi.

Aldona Dzierżyńska herbu Samson (ur. listopad 1870 w Oziembłowie, zm. 13 stycznia 1966 w Łodzi) – polska nauczycielka, najstarsza z dzieci Edmunda, siostra Feliksa Dzierżyńskiego. Po pierwszym mężu, Gedyminie (1856 – 1908), nosiła nazwisko Bułhak, po drugim, Arturze, Kojałłowicz.

## Życiorys
Aldona Dzierżyńska od 1918 do 1939 mieszkała w Wilnie, gdzie pracowała jako nauczycielka. W 1926 podczas przewrotu majowego zdjęła portret Piłsudskiego w proteście przeciwko przelewowi bratniej krwi przez Polaków. Została za to przeniesiona do seminarium nauczycielskiego w Siennicy koło Mińska Mazowieckiego. Po 1930 roku wyszła za mąż po raz drugi za Artura Kojałłowicza.
Po II wojnie światowej Aldona zamieszkała ze swoją córką Marią Staszewską w Łodzi przy ul. Rajmunda Rembielińskiego 41 (m. 2).
W latach powojennych wielokrotnie zwracano się do niej z prośbami o pomoc w ocaleniu życia przeciwników władzy ludowej. Na prośbę żony gen. Fieldorfa, ps. „Nil” dwukrotnie, powołując się na więzy rodzinne (drugim mężem córki Fieldorfów był siostrzeniec Aldony – Ney), próbowała ratować generała: raz po aresztowaniu, drugi raz po wyroku. Obie interwencje zakończyły się niepowodzeniem. Natomiast dzięki jej i jej brata Ignacego wstawiennictwu nie wykonano wyroku śmierci na jej krewnym, Władysławie Siła-Nowickim z oddziału „Zapory” WiN-u, któremu najwyższy wymiar kary za zgodą Bieruta zamieniono na dożywocie, po czym został zwolniony i zrehabilitowany, a po latach został zapamiętany jako znany mecenas i doradca „Solidarności” w latach 1986–1989.
Opracowanie z 14 stycznia 1966 odnoszące się do śmierci Aldony Dzierżyńskiej wzmiankuje, że była ona w stałym kontakcie ze swoim bratem Feliksem.
Aldona zmarła w 1966 roku w Łodzi. Spoczywa w części katolickiej na cmentarzu Doły w Łodzi przy ul. Telefonicznej.

## Rodzina
Jej rodzicami byli Edmund (1839–1882) i Helena z Januszewskich (1850–1896). Ojciec pochodził ze starej polskiej rodziny szlacheckiej pieczętującej się herbem Samson, był profesorem gimnazjalnym fizyki i matematyki. Matka pochodziła z rodziny inteligenckiej; była córką Ignacego Januszewskiego – cenionego wileńskiego profesora, specjalisty od zagadnień komunikacji i drogownictwa. Miała liczne rodzeństwo: siostry: Jadwigę (1871–1949) i Wandę (1878–1892), oraz braci: Stanisława (1872–1917), Kazimierza (1875–1943), Feliksa (1877–1926), Ignacego (1879–1953) i Władysława (1881–1942). Dwoje pozostałych zmarło w bardzo młodym wieku.
Jej syn Antoni Jerzy Bułhak (ur. 3 marca 1898 w Zawołoczycach, w powiecie Nowogródzkim) z racji koligacji rodzinnych z rodziną Piłsudskich (żona Wanda Juchniewiczówna była córką Marii z Piłsudskich, siostry Józefa Piłsudskiego) zajmował intratne stanowiska kierownicze. Był m.in. dyrektorem Zakładów Mięsnych. Jerzy Bułhak brał udział w wojnie polsko-bolszewickiej 1920 roku jako oficer kawalerii, był jednym z adiutantów Marszałka Józefa Piłsudskiego, uczestniczył w rajdzie samochodowym z Polski do Bułgarii, był dyrektorem polskiej Giełdy Produktów Rolnych w Warszawie. W czasie oblężenia Warszawy w 1939 roku umożliwił ucieczkę bliskim marszałka najpierw do majątku na Suwalszczyźnie, potem wraz z nimi wyjechał do Wilna, a później otrzymali od ambasadora Chiune Sugihary w Kownie japońskie wizy i wyemigrował do Kanady, gdzie zmarł w 1961 roku.
Drugi syn Aldony, Rudolf, świętując zdanie matury w Kursku w roku 1915 skorzystał z usługi prostytutki. Zaraził się chorobą weneryczną, po czym popełnił samobójstwo. Pozostałe dzieci to córka Maria Hadryszewska i syn Artur Kojałłowicz.